# Giải quần vợt Pháp Mở rộng 2017 - Đôi huyền thoại dưới 45
Carlos Moyá và Juan Carlos Ferrero là đương kim vô địch, nhưng bị loại ở vòng bảng.
Sébastien Grosjean và Michaël Llodra là nhà vô địch, đánh bại Paul Haarhuis và Andriy Medvendev ở trận chung kết, 6-4, 3-6, [10-8].

## Kết quả

### Từ viết tắt
| - Q = Vòng loại - WC = Đặc cách - LL = Thua cuộc may mắn - Alt = Thay thế - SE = Miễn đặc biệt | - PR = Bảo toàn thứ hạng - w/o = Thắng nhờ đối thủ rút lui trước trận đấu - r = Bỏ cuộc giữa trận đấu - d = Bị xử thua - SR = Xếp hạng đặc biệt |

### Chung kết
|  | Chung kết |                                   |   |   |      |  |
|  |           |                                   |   |   |      |  |
|  | A2        | Paul Haarhuis Andriy Medvedev     | 4 | 6 | [8]  |  |
|  | B2        | Sébastien Grosjean Michaël Llodra | 6 | 3 | [10] |  |

### Bảng A
|    |                               | A Clément N Escudé | P Haarhuis A Medvedev | T Enqvist M Norman    | RR W–L | Set W–L | Game W–L | Xếp hạng |
| A1 | Arnaud Clément Nicolas Escudé |                    | 2–6, 5–7              | 6–4, 7–6(7–4)         | 1–1    | 2–2     | 20–23    | 2        |
| A2 | Paul Haarhuis Andriy Medvedev | 6–2, 7–5           |                       | 6–3, 6–7(6–8), [10–8] | 2–0    | 4–1     | 26–17    | 1        |
| A3 | Thomas Enqvist Magnus Norman  | 4–6, 6–7(4–7)      | 3–6, 7–6(8–6), [8–10] |                       | 0–2    | 1–4     | 20–26    | 3        |

Tiêu chí xếp hạng: 1) Số trận thắng; 2) Số trận; 3) Số phần trăm set thắng hoặc game thắng (trong cuộc đấu tay ba); 4) Quyết định của ban tổ chức.

### Bảng B
|    |                                   | C Moyá JC Ferrero | S Grosjean M Llodra | À Corretja G Gaudio | RR W–L | Set W–L | Game W–L | Xếp hạng |
| B1 | Carlos Moyá Juan Carlos Ferrero   |                   | 4–6, 7–5, [10–8]    | Không chơi          | 1–0    | 2–1     | 12–11    | 2        |
| B2 | Sébastien Grosjean Michaël Llodra | 6–4, 5–7, [8–10]  |                     | 6–2, 2–6, [10–7]    | 0–1    | 1–2     | 11–12    | 1        |
| B3 | Àlex Corretja Gastón Gaudio       | Không chơi        | 2–6, 6–2, [7–10]    |                     | 0-1    | 1-2     | 8-9      | 3        |

Tiêu chí xếp hạng: 1) Số trận thắng; 2) Số trận; 3) Số phần trăm set thắng hoặc game thắng (trong cuộc đấu tay ba); 4) Quyết định của ban tổ chức.